# Kirsty Child
Kirsty Child (...) è un'attrice australiana.

## Filmografia
- Country Town (1971)
- Picnic ad Hanging Rock (Picnic at Hanging) Rock (1975)
- The Patchwork Hero (1981) Serie TV
- A Fortunate Life (1985) Miniserie TV
- Prisoner (1979-1986) Serie TV
- Handle with Care (1986) Film TV
- Inside Running (1989) Serie TV
- Boys from the Bush (1990-1992) Serie TV
- Crackers (Crackers) (1998)
- Halifax f.p: The Scorpion's Kiss (2001) Film TV